# Войстом (агрогородок)
Во́йстом (бел. Во́йстам) — агрогородок в Сморгонском районе Гродненской области Белоруссии. Входит в состав Вишневского сельсовета, до 2016 года — центр Войстомского сельсовета. Находится в 19 километрах на северо-восток от Сморгони и в 112 километрах на северо-запад от Минска. Площадь занимаемой территории составляет 0,9519 км², протяжённость границ 8700 м.

## История
Поселение известно с 1460 года под названием Ушаково в составе Великого княжества Литовского. В 1567 году владение Станислава Садовского. Неизвестно какому именно Садовскому принадлежало имение, так как в это время проживали Станислав Иванович Садовский, сын князя Ивана Сангушковича, Станислав Андреевич Садовский, сын Андрея Ивановича Садовского, урядник, королевский тивун, крупный землевладелец и Станислав Адамович Садовский, земянин. Под названием Войстом упоминается в начале XVI века.
Это древнее владение ветви князей Радзивиллов (Войстомских), которая угасла не оставив более в истории никаких упоминаний. Неизвестно даже, принадлежали ли они к той же ветви, которая произвела позже на свет Михаила, воеводу виленского и канцлера литовского, засиявшего в шестнадцатом веке ярчайшим блеском. Один из Радзивиллов Войстомских, Стефан Андрушкович Ядолгович (Радзивилл) наследник Ушакова (Войстома), будучи в преклонных годах и бездетен, уходя из мира, свой недавно построенный особняк передал братьям, а два волока с подданными отписал костёлу в Войстоме. Соответствующий отрывок единственного документа, доказывающего существование этой ветви, гласит: Ego nobilis Stefanus Andruszkowicz Jatolgowicz alias Radziwill in Uszakowo in provecta aetate mea saecolo carere, quae decessum meum in bonis meis haereditarijs, diligenter hoc considerabam quo mihi misericordiam Dei consequerer. Ita nunc volens lucrari salutem animae meae, relicta fratribus meis aula mea in Uszakowo noviter aedificata hominesque na Rusi et Oszmiano do et ascribo ecclesiae S. Georgij in Uszakowo alias Ffoystom collationis meae fratrumque meorum etc: (Акты диоцеза виленского. кн. № 2, п. 45).
В разные времена принадлежал Зеновичам, Пшездецким, Талвошичам, Буцвиловичам, Рачиевичам, Яновичам, Карзеевым, Храповицким, Бужинским. В 1569 году в Ошмянском повете Виленского воеводства. На карте Т. Маковского 1613 года обозначено как местечко. С 1672 года по постановлению короля Михаила проводятся ярмарки, в 1740 году Август III подтвердил право на их проведение. С 1795 года в составе Российской империи, центр волости Ошмянского повета, с 1842 года — Свенцянского повета Виленской губернии.
В 1860 году открыто земское народное училище. В 1886 году 17 дворов, 189 жителей, работали почтовое отделение, волостное правление, костёл, винная лавка, церковь, богадельня, проводилось две ярмарки в год. К местечку относилось около 360 десятин земли. Центр католической парафии Свирского деканата, 4868 верующих. Часовни в Русском Селе, Гануте и Грузденице. Также центр сельского округа, который включал в себя местечки Войстом и Жодишки; деревни: Дыбуньки, Дервели, Юриздиха, Катриново, Колпея, Круни, Кулеши, Новосёлки, Острово, Погорельщина, Рацевичи, Щани, Селец, Селище, Шостаки, Трилесина, Укропенка, Ушивцы, Великополье, Замостье и Завелье; застенки: Березовик, Окушково и Ушаково; околицы шляхетские Черняты и Родевичи, всего в 1865 году 1026 ревизских душ бывших государственных крестьян, 38 поселенцев великорусских, 8 евреев-землепашцев. Волость состояла из 4 округов (староств) сельских: Войстом, Русское Село, Локачи и Ганута, включала 69 деревень, с 710 дымами, 8574 жителей, в том числе 7829 крестьян вольноотпущенных (в 1865 году 2997 душ ревизских и 1661 крестьянин государственный, 1284 крестьянина вольноотпущенного, 44 поселенца великорусских, 8 евреев-землепашцев), на 13770 десятин земли (6109 пахотной). Кроме того, в границах волости находились 5761 десятин земли, принадлежащих частным владениям, 25 казённых, 244 церковных и волостных. Поблизости с названием Войстом существовал фольварок, 7 жителей, принадлежал католической церкви, и ферма, 8 жителей, собственность Шперлинга. В 1906 году в земском народном училище насчитывалось 117 учеников (из них 18 девочек).
После Советско-польской войны, завершившейся Рижским договором, в 1921 году Западная Белоруссия отошла к Польской Республике и местечко было включено в состав новообразованной сельской гмины Войстом Свенцянского повета Виленского воеводства. 1 января 1926 года гмина Войстом была переведена в состав Вилейского повета.
В 1938 году Войстом состоял из фольварка, местечка и колонии. Местечко и колония насчитывали 67 дымов (дворов) и 334 души.
С 12 октября 1940 года центр сельсовета. С 1953 года центр колхоза «Правда». В деревне насчитывалось 112 дворов, 306 жителей.
Войстом пережил Первую мировую, советско-польскую и Вторую мировую войны.
В 2010 году деревня Войстом преобразована в агрогородок.

## Население
По состоянию на 1 января 2004 года в Войстоме 106 дворов, 238 жителей. Большинство верующих — католики.

## Экономика
Крестьянско-фермерское хозяйство «Войстом».
Работают магазин, отделение ОАО «АСБ Беларусбанк».

## Социальная сфера
В агрогородке функционируют: больница сестринского ухода, врачебная амбулатория, базовая школа, библиотека, сельский Дом культуры, отделение связи.

## Транспорт
Агрогородок связан с райцентром регулярным автобусным сообщением:
- Сморгонь — Вишнево
- Сморгонь — Войстом
- Сморгонь — Свайгини

В нескольких километрах от Войстома проходит республиканская автомобильная дорога Р63. Также агрогородок связан дорогами местного значения:
- Н6131 с Вишнево и Рацевичами;
- Н6753 с Острово;
- Н7389 с Новосёлками;
- Н7390 с Лемешами;
- Н7925 с Погорельщиной;
- Н7926 с Селищем.

## Культура
- Дом культуры
- Краеведческий музей Войстомской средней школы (экспозиции, посвящённые истории деревни, периоду Великой Отечественной войны).

## Достопримечательности

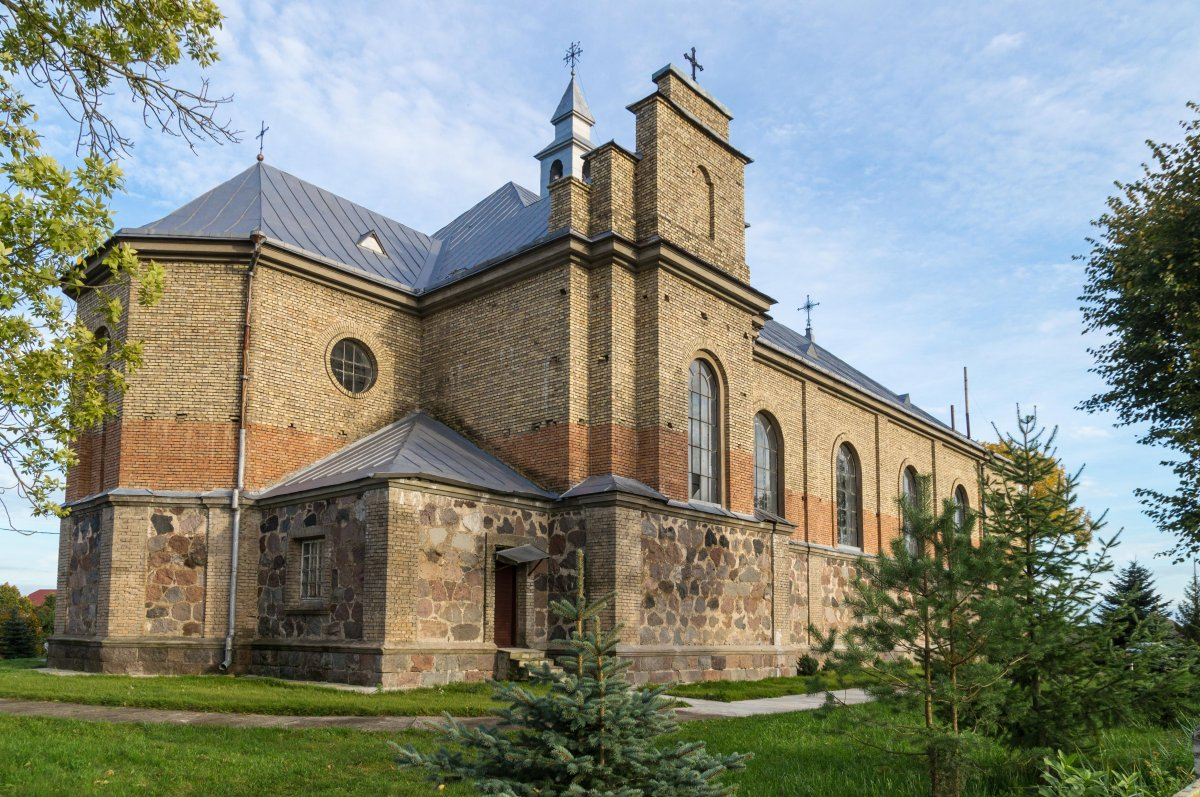
Костёл Пресвятой Троицы

- Городище VI—VIII веков н. э. — находится в 1,5 километрах на юго-запад от агрогородка, около дороги на Сморгонь, площадка диаметром 50 метров на холме высотой 5—6 метров. Исследовано Ф. В. Покровским У. Голубовичем и Г. В. Штыховым. Культурный пласт 1,3 метра, найдена лепная керамика VII века до н. э. и гладкостенная VI—VIII веков н. э. (банцеровской культуры). Вокруг городища — селище того же периода, площадь около 3 гектаров[17].
- Костёл Пресвятой Троицы — построен в 1927—1939 годах из кирпича и бутового камня.  Историко-культурная ценность Республики Беларусь, шифр 413Г000710. Представляет собой вытянутое прямоугольное в плане строение, накрытое двускатной жестяной кровлей с вальмой над алтарной частью. Главный фасад завершен двухъярусной шатровой башенкой. Внутренний объём перекрыт цилиндрическим сводом. Алтарная часть и хоры открываются широкими арками. Памятник архитектуры стиля модерн[18]. Первая церковь была построена при финансовой поддержке Стефана Радзивилла. В 1774 году была построена новая, деревянная, на деньги князя Яна Твардовского[5].
- Фамильное захоронение Ходьков —  Историко-культурная ценность Республики Беларусь, шифр 413Д000757.
- Старое католическое кладбище. На кладбище похоронен Игнатий Ходзько, умерший в 1861 году в Девятнях — писатель, мемуарист, общественный деятель XIX века[19].

### Памятник, скульптура
- Памятник землякам, погибшим в годы Великой Отечественной войны.